# Franco Moyano
Franco David Moyano (Lobos, 13 settembre 1997) è un calciatore argentino, centrocampista del Puebla in prestito dal Talleres (C).

## Caratteristiche tecniche
È un centrocampista centrale.

## Carriera

### Club
È cresciuto nelle giovanili del San Lorenzo.

### Nazionale
Nel 2017 partecipa con la nazionale Under-20 argentina al campionato sudamericano di categoria, scendendo in campo nel match pareggiato 0-0 contro il Venezuela.